# يوجي كاجيوارا
يوجي كاجيوارا (باليابانية: 梶川 裕嗣) (مواليد 26 يوليو 1991)، هو لاعب كرة قدم ياباني سابق كان يلعب كحارس مرمى.

## وصلات خارجية
- يوجي كاجيوارا على موقع رابطة كرة القدم اليابانية للمحترفين (اليابانية)
- يوجي كاجيوارا على موقع قاعدة بيانات كرة القدم.إي يو (الإنجليزية)
- يوجي كاجيوارا على موقع Soccerway.com (الإنجليزية)
- يوجي كاجيوارا على موقع عالم كرة القدم.نت (الإنجليزية)